# Рязанка (Тотемский район)
Рязанка — деревня в Тотемском районе Вологодской области.
Входит в состав Калининского сельского поселения, с точки зрения административно-территориального деления — в Калининский сельсовет.
Расстояние по автодороге до районного центра Тотьмы — 38 км, до центра муниципального образования посёлка Царёва — 13 км. Ближайшие населённые пункты — Игначево, Козловка, Ленино, Село.
По переписи 2002 года население — 32 человека (12 мужчин, 20 женщин). Всё население — русские.